# 阿部巨史
阿部巨史（日语：／ Abe Kiyoshi，1947年4月26日—），日本男子摔跤运动员。他曾代表日本参加世界摔跤锦标赛，获得一枚银牌和一枚铜牌。他也曾参加1972年夏季奥林匹克运动会。